# Wojciech Bobilewicz
Wojciech Bobilewicz (ur. 27 lutego 1967 w Warszawie) – podróżnik, pisarz, tłumacz. Wnuk Kazimierza Gaszyna. Ukończył studia na Wydziale Neofilologii Uniwersytetu Warszawskiego. Interesuje się Wyspami Salomona i ich legendami. Dwukrotnie (2008 i 2011) odbył kilkutygodniowe podróże na ten archipelag.
Jest autorem książki zatytułowanej Trzy filiżanki Etiopii, w której opisuje swoją podróż do Południowej Etiopii.
Zajął się także tłumaczeniem na język polski książki Lloyda Pye Najbardziej zagadkowa czaszka, opowiadającej o tajemniczej czaszce, odnalezionej w Meksyku, która rzekomo miała należeć do przedstawiciela obcej cywilizacji. W 2013 roku przetłumaczył kontynuację tej książki pod tytułem Najbardziej zagadkowa czaszka – podręcznik.